# О, братко, къде си?
„О, братко, къде си?“ (на английски: O Brother, Where Art Thou?) е американско-британска приключенска трагикомедия от 2000 г. на режисьорите братя Коен по техен собствен сценарий. Премиерата е на 13 май 2000 г. на кинофестивала в Кан.
Сюжетът е по мотиви на античната поема „Одисея“, но действието е пренесено в американския щат Мисисипи от 1937 година, където проследява премеждията на трима избягали затворници, пътуващи из провинцията в търсене на скрито съкровище. Главните роли се изпълняват от Джордж Клуни, Джон Туртуро и Тим Блейк Нелсън.

## Актьорски състав
| Актьор           | Роля                 |
| ---------------- | -------------------- |
| Джордж Клуни     | Юлисис Евърет Макгил |
| Тим Блейк Нелсън | Делмар О'Донъл       |
| Джон Туртуро     | Пийт Хогуолъп        |
| Крис Томас Кинг  | Томи Джонсън         |
| Франк Колисън    | Уошингтън Хогуолъп   |
| Джон Гудман      | Даниъл Тийг          |
| Холи Хънтър      | Пени Уорви-Макгил    |
| Чарлс Дърнинг    | Менелаус О'Даниъл    |

## Награди и номинации
| Категория                                                 | Номиниран(и)                         | Резултат                |
| Оскар (25 март 2001 г.)                                   | Оскар (25 март 2001 г.)              | Оскар (25 март 2001 г.) |
| --------------------------------------------------------- | ------------------------------------ | ----------------------- |
| Най-добър адаптиран сценарий                              | братя Коен                           | номинация               |
| Най-добра кинематография                                  | Роджър Дийкинс                       | номинация               |
| Награда на БАФТА (25 февруари 2001 г.)                    |                                      |                         |
| Най-добри декори                                          | Най-добри декори                     | номинация               |
| Най-добър адаптиран сценарий                              | братя Коен                           | номинация               |
| Най-добра кинематография                                  | Роджър Дийкинс                       | номинация               |
| Най-добра филмова музика                                  | Т-Боун Бърнет                        | номинация               |
| Златен глобус (21 януари 2001 г.)                         |                                      |                         |
| Най-добър актьор в мюзикъл или комедия                    | Джордж Клуни                         | награда                 |
| Най-добър филм – мюзикъл или комедия                      | Най-добър филм – мюзикъл или комедия | номинация               |
| Сателит (14 януари 2001 г.)                               |                                      |                         |
| Най-добър филм – мюзикъл или комедия                      | Най-добър филм – мюзикъл или комедия | номинация               |
| Най-добър адаптиран сценарий                              | братя Коен                           | номинация               |
| Най-добър актьор в мюзикъл или комедия                    | Джордж Клуни                         | номинация               |
| Най-добър актьор в поддържаща роля в мюзикъл или комедия  | Тим Блейк Нелсън                     | номинация               |
| Най-добра актриса в поддържаща роля в мюзикъл или комедия | Холи Хънтър                          | номинация               |
| Небюла                                                    |                                      |                         |
| Най-добър сценарий                                        | братя Коен                           | номинация               |
| Емпайър (19 февруари 2001 г.)                             |                                      |                         |
| Най-добър актьор                                          | Джордж Клуни                         | номинация               |